# Методије Котевски
Методије Котевски (мкд. Методија Котевски; Скопље, 17. јануар 1923 — Београд, 19. март 2014) био је учесник Народноослободилачке борбе и генерал-потпуковник ЈНА.

## Биографија
Рођен је 17. јануара 1923. у Скопљу. Током школовања се прикључио омладинском револуционарном покрету и 1939. посато члан Савеза комунистичке омладине (СКОЈ). Марта 1941. учествовао је у организовању демонстрација скопских средњошколаца против пакта Краљевине Југославије и Трећег рајха.
Након Априлског рата и окупације Југославије, деловао је као илегалац у Скопљу, а маја 1943. је отишао у партизане. Исте године примљен је у чланство Комунистичке партије Југославије (КПЈ). Борио се најпре у Кумановском партизанском одреду, где је био помоћник политичког комесара чете, а потом у Трећој македонској ударној бригади, где је био политички комесар Другог батаљона. Септембра 1944. приликом формирања Дванаесте македонске ударне бригаде постао је политички комесар бригаде и ма овој дужности је остао до краја рата. У току рата користио је партизанско име Слободан.
Након ослобођења, наставио је војну каријеру у Југословенској армији (ЈА), где је обављао разне одговорне дужности. Бавио се најпре политичким радом, као наставник у Политичкој школи ЈНА и помоћник команданта за политичко-правне послове војног подручја. Потом се бавио војном педагогијом и историјом Народноослободилачке борбе у Македонији. Предавао је на Вишој војној академији ЈНА и био начелник управе у Савезном секретеријату за народну одбрану (ССНО). Активна служба у ЈНА престала му је 1981. у чину генерал-потпуковника.
Завршио је Вишу војну академију ЈНА и Вишу војну академију „Ворошилов“ у Совјетском Савезу. Био је активан у раду Савеза удружења бораца Народноослободилачког рата (СУБНОР), где је од 1982. био члан Савезног одбора СУБНОР Југославије, а од 1986. члан његовог Председништва. Када је 21. септембра 1988. Петар Матић Дуле разрешен дужности председника, посављен је за вршиоца дужности председника Председништва СУБНОР Југославије. Ову дужност обављао је до 24. новембра 1988. када је за председника изабран Милан Прибић.
Умро је 19. марта 2014. у Београду, где је и сахрањен на Новом гробљу.
Одликован са неколико југословенских одликовања, међу којима су Орден заслуга за народ са сребрним зрацима и Орден братства и јединства са сребрином венцем.